# Triméthylsilyléthyne
Le triméthylsilyléthyne est un composé organique de formule semi-développée (CH3)3SiC≡CH, contenant du silicium et consistant en une molécule d'éthyne protégée à une de ses extrémités par un groupe triméthylsilyle.
Ce composé est disponible commercialement. Il peut être aussi préparé de la même façon que d'autres composés silylés par déprotonation de l'éthyne avec un organo-magnésien, suivi d'une réaction avec le chlorure de triméthylsilyle.
Le triméthylsilyléthyne est couramment utilisé pour des alcynylations comme le couplage de Sonogashira. En effet, l'utilisation d'un alcyne protégé, par opposition à l'éthyne gazeux, empêche d'autres réactions de couplage indésirables. Ainsi, le triméthylsilyléthyne sert :
- de réactif dans les couplages croisés avec des benzonitriles et catalysés par le nickel[4].
- dans la synthèse de pyrazoles, via la cycloaddition 1,3-dipolaire de composés diazo sur des alcynes[5].